# منتخب المالديف لكرة السلة
منتخب المالديف لكرة السلة هو ممثل المالديف الرسمي في المنافسات الدولية في كرة السلة. ينتمي إلى منطقة الاتحاد الآسيوي لكرة السلة. انضم إلى الاتحاد الدولي لكرة السلة في عام 1997.